# Isadelphus compressus
Isadelphus compressus är en stekelart som beskrevs av Mao-Ling Sheng 2001. Isadelphus compressus ingår i släktet Isadelphus och familjen brokparasitsteklar. Inga underarter finns listade i Catalogue of Life.